# 박민규 (수영 선수)
박민규(1987년 5월 5일 - )는 대한민국의 수영 선수이다. 2012년 10월 15일 대구에서 열린 제93회 전국 체육 대회 자유형 50m 일반부에서 양정두와 22초 52로 공동 1위를 하며 대한민국 신기록을 세웠다.
2010년 제16회 광저우 아시안 게임에 국가 대표로 참가했다.